# Кутлешево
Кутлешево (мкд. Кутлешево) је насеље у Северној Македонији, у средишњем делу државе. Кутлешево припада општини Дољнени.

## Географија
Насеље Кутлешево је смештено у средишњем делу Северне Македоније. Од најближег већег града, Прилепа, насеље је удаљено 18 km северозападно.
Рељеф: Кутлешево се налази у северном делу Пелагоније, највеће висоравни Северне Македоније. Насељски атар је махом равничарски, без већих водотока, док се даље ка истоку издиже планина Трескавац. Надморска висина насеља је приближно 650 метара.
Клима у насељу је континентална.

## Становништво
По попису становништва из 2002. године, Кутлешево је имало 27 становника.
Претежно становништво у етнички Македонци (96%). Остало су Срби.
Већинска вероисповест у насељу је православље.